# Rocher d'Or
 (mai 2021).

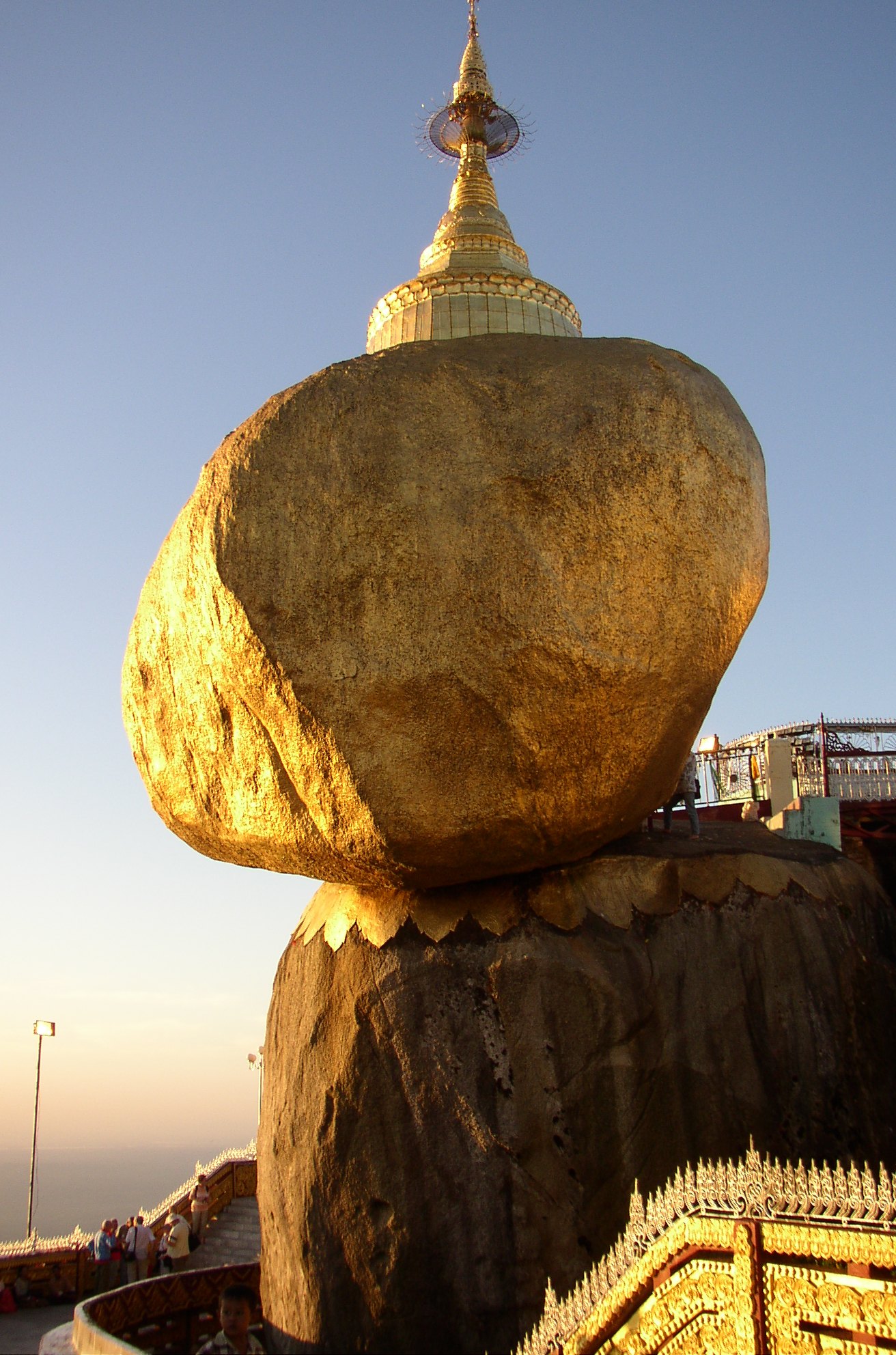
Le rocher d'or en 2005.

Le Rocher d'Or, ou Pagode de Kyaiktiyo (birman :  API : /tʃaiʔtʰíjóʊ/), est un énorme rocher d'environ 6 m de diamètre, posé en équilibre à 1 080 m d'altitude, dans l'état Môn (sud de la Birmanie).

## Description

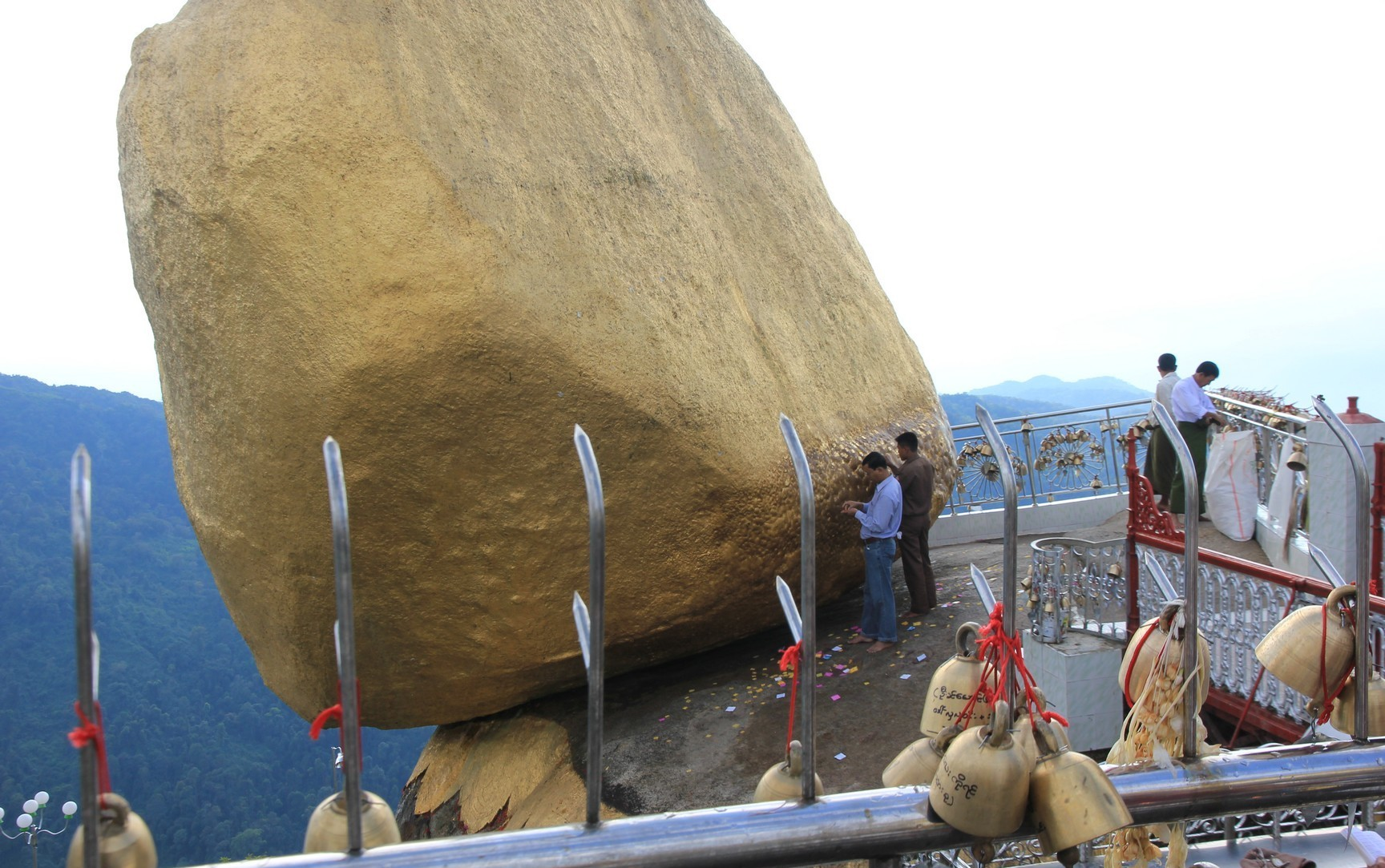
Le rocher en 2013. On voit le ponton qui permet d'y accéder.

Selon la tradition, le rocher aurait été placé à cet endroit par deux nats (esprits) il y a 2 500 ans ; il devrait sa position en équilibre à une relique du  Bouddha Gautama, un de ses cheveux glissé entre lui et la montagne.
Les femmes n'ont le droit ni de le toucher, ni de s'en approcher au-delà du ponton qui y mène.

## Pèlerinages
Coiffé d'un petit stûpa, c'est l'un des principaux lieux de culte du bouddhisme birman, et  l'endroit est un lieu majeur de pèlerinage, en particulier à l'époque du Jour de l'Indépendance du Myanmar, le 4 janvier, ainsi qu'à l'occasion d'autres fêtes et congés. Cette activité a entraîné le développement de la colline qui s'est couverte de nombreux bâtiments en lien avec le pèlerinage et les pèlerins.
Les pèlerins recouvrent de feuilles d'or ce monolithe évoquant la tête rasée d'un moine ou d'un ermite.